# Thời gian biểu hàng không
| Năm       | Sự kiện hàng không nổi bật nhất                     |
| --------- | --------------------------------------------------- |
| 1884      | Chuyến bay tự do đầu tiên có kiểm soát              |
| 1890      | Ader Éole                                           |
| 1891-1896 | Khung bay đầu tiên (Lilienthal)                     |
| 1900      | Khí cầu Zeppelin đầu tiên                           |
| 1901-1906 | Những cỗ máy biết bay đầu tiên                      |
| 1903      | Wright Flyer                                        |
| 1914-1917 | Chiến tranh thế giới thứ nhất                       |
| 1919      | Hãng hàng không đầu tiên thành lập                  |
| 1927      | Người đầu tiên bay qua Đại Tây Dương không dừng     |
| 1937      | Thảm họa Hindenburg                                 |
| 1939-1945 | Chiến tranh thế giới II                             |
| 1940-1941 | Cuộc oanh tạc dữ dội                                |
| 1940-1941 | Trận Anh                                            |
| 1940      | Trận Taranto                                        |
| 1944      | Tên lửa V-2                                         |
| 1947      | Vượt tốc độ âm thanh                                |
| 1952      | Máy bay phản lực thương mại đầu tiên                |
| 1957      | Sputnik (vệ tinh nhân tạo đầu tiên)                 |
| 1957-1975 | Cuộc chạy đua vào không gian                        |
| 1958      | Boeing 707                                          |
| 1961      | Sứ mệnh không gian đầu tiên                         |
| 1969      | Apollo 11 (hạ cánh xuống Mặt Trăng)                 |
| 1970      | SR-71 máy bay bay nhanh và cao nhất                 |
| 1976      | Concorde                                            |
| 1979      | người đầu tiên"đạp"qua kênh Anh                     |
| 1986      | Máy bay đầu tiên bay vòng quanh thế giới không dừng |
| 1988      | Máy bay lớn nhất thế giới                           |
| 2005      | Máy bay dân dụng thương mại lớn nhất                |

Đây là thời gian biểu của lịch sử hàng không:
- Thời gian biểu hàng không - trước thế kỷ 18
- Thời gian biểu hàng không - thế kỷ 18
- Thời gian biểu hàng không - thế kỷ 19
- Thập niên 1900: 1900 - 1901 - 1902 - 1903 - 1904 - 1905 - 1906 - 1907 - 1908 - 1909
- Thập niên 1910: 1910 - 1911 - 1912 - 1913 - 1914 - 1915 - 1916 - 1917 - 1918 - 1919
- Thập niên 1920: 1920 - 1921 - 1922 - 1923 - 1924 - 1925 - 1926 - 1927 - 1928 - 1929
- Thập niên 1930: 1930 - 1931 - 1932 - 1933 - 1934 - 1935 - 1936 - 1937 - 1938 - 1939
- Thập niên 1940: 1940 - 1941 - 1942 - 1943 - 1944 - 1945 - 1946 - 1947 - 1948 - 1949
- Thập niên 1950: 1950 - 1951 - 1952 - 1953 - 1954 - 1955 - 1956 - 1957 - 1958 - 1959
- Thập niên 1960: 1960 - 1961 - 1962 - 1963 - 1964 - 1965 - 1966 - 1967 - 1968 - 1969
- Thập niên 1970: 1970 - 1971 - 1972 - 1973 - 1974 - 1975 - 1976 - 1977 - 1978 - 1979
- Thập niên 1980: 1980 - 1981 - 1982 - 1983 - 1984 - 1985 - 1986 - 1987 - 1988 - 1989
- Thập niên 1990: 1990 - 1991 - 1992 - 1993 - 1994 - 1995 - 1996 - 1997 - 1998 - 1999
- Thập niên 2000: 2000 - 2001 - 2002 - 2003 - 2004 - 2005 - 2006 - 2007 - 2008 - 2009